# Бердеха, Кристиан
Кристиан Давид Бердеха Вильявисенсио (исп. Cristian David Berdeja Villavicencio; род. 21 июня 1981, Коюка-де-Бенитес, Герреро) — мексиканский легкоатлет, специалист по спортивной ходьбе. Выступал за сборную Мексики по лёгкой атлетике в 1999—2015 годах, чемпион мира среди юниоров, обладатель двух бронзовых медалей Игр Центральной Америки и Карибского бассейна, многократный победитель и призёр первенств национального значения.

## Биография
Кристиан Бердеха родился 21 июня 1981 года городе Коюка-де-Бенитес, штат Герреро.
Впервые заявил о себе на международном уровне в сезоне 1999 года, когда вошёл в состав мексиканской национальной сборной и выступил на юниорском панамериканском первенстве в Тампе, где одержал победу в ходьбе на 10000 метров.
В 2000 году в дисциплине 20 км был третьим на Панамериканском кубке в Роса-Рике, на дистанции 10000 метров был лучшим на юниорском первенстве Центральной Америки и Карибского бассейна в Сан-Хуане и на юниорском мировом первенстве в Сантьяго.
Будучи студентом, в 2001 году представлял страну на Универсиаде в Пекине, где занял девятое место в ходьбе на 20 км.
В 2002 году выиграл дисциплину 20000 метров на молодёжном чемпионате NACAC в Сан-Антонио, принимал участие в Кубке мира в Турине.
В 2003 году на Панамериканском кубке в Чула-Висте стал серебряным и бронзовым призёром в личном и командном зачётах 20 км соответственно, участвовал в Универсиаде в Тэгу.
В 2004 году добавил в послужной список золотую награду, полученную в ходьбе на 20000 метров на иберо-американском чемпионате в Уэльве.
В 2005 году стартовал на чемпионате мира в Хельсинки и на Универсиаде в Измире, но в обоих случаях был дисквалифицирован.
В 2006 году отметился выступлением на Кубке мира в Ла-Корунье.
В 2007 году на Панамериканском кубке в Балнеариу-Камбориу финишировал четвёртым в личном зачёте 20 км и тем самым помог своим соотечественникам выиграть серебряные медали командного зачёта. В той же дисциплине шёл на Панамериканских играх в Рио-де-Жанейро, но здесь во время прохождения дистанции получил дисквалификацию.
Начиная с 2009 года специализировался на дистанции 50 км, в частности в этой дисциплине одержал победу на Панамериканском кубке в Сан-Сальвадоре.
В 2010 году на домашнем Кубке мира в Чиуауа показал седьмой результат в ходьбе на 50 км и выиграл серебряную медаль командного зачёта. Также в этом сезоне побывал на Играх Центральной Америки и Карибского бассейна в Маягуэсе, откуда привёз награду бронзового достоинства, полученную в той же дисциплине.
На Панамериканском кубке 2011 года в Энвигадо получил золото и серебро в личном и командном зачётах 50 км.
В 2012 году на Кубке мира в Саранске занял 43-е место в личном зачёте 50 км, тогда как в командном зачёте мексиканцы стали четвёртыми.
На Панамериканском кубке 2013 года в Гватемале финишировал пятым в личном зачёте 50 км и завоевал золотую медаль командного зачёта.
В 2014 году взял бронзу в ходьбе на 50 км на Играх Центральной Америки и Карибского бассейна в Веракрусе.
На Панамериканском кубке 2015 года в Арике стал серебряным призёром в личном зачёте 50 км и победил в командном зачёте. Помимо этого, показал пятый результат на Панамериканских играх в Торонто.